# 鬼の釜古墳 (池田町)
鬼の釜古墳（おにのかまこふん、鬼ノ釜古墳）は、長野県北安曇郡池田町池田にある古墳。形状は円墳。池田町指定史跡に指定されている。

## 概要
長野県北部、中山山地の西麓段丘上（標高682メートル）に築造された古墳である。1970年（昭和45年）に調査が実施されている。
墳形は円形で、東西12メートル・南北11.5メートル・高さ2.5メートルを測る。墳丘外表では人頭大の石による葺石が認められるほか、墳丘周囲には外護列石が巡らされる。墳丘周囲で周溝は認められていない。埋葬施設は無袖式の横穴式石室で、南南東方向に開口する。石室内は盗掘に遭っているが、調査では琴柱形滑石製品・鉄製品・須恵器片・土師器片が検出されている。築造時期は古墳時代後期-終末期の6世紀末-7世紀初頭（または7世紀初頭-中葉）頃と推定される。
古墳域は1970年（昭和45年）に池田町指定史跡に指定されている。

## 遺跡歴
- 江戸時代初頭頃、石室が開口か[2]。
- 1878年（明治11年）時点ではすでに石室の開口[1]。
- 1970年（昭和45年）、清掃・調査（池田町教育委員会、1977年に報告書刊行）[2]。
- 1970年（昭和45年）4月1日、池田町指定史跡に指定。
- 1977年（昭和52年）、石室補修復元工事（池田町教育委員会）[1]。

## 埋葬施設

石室俯瞰図

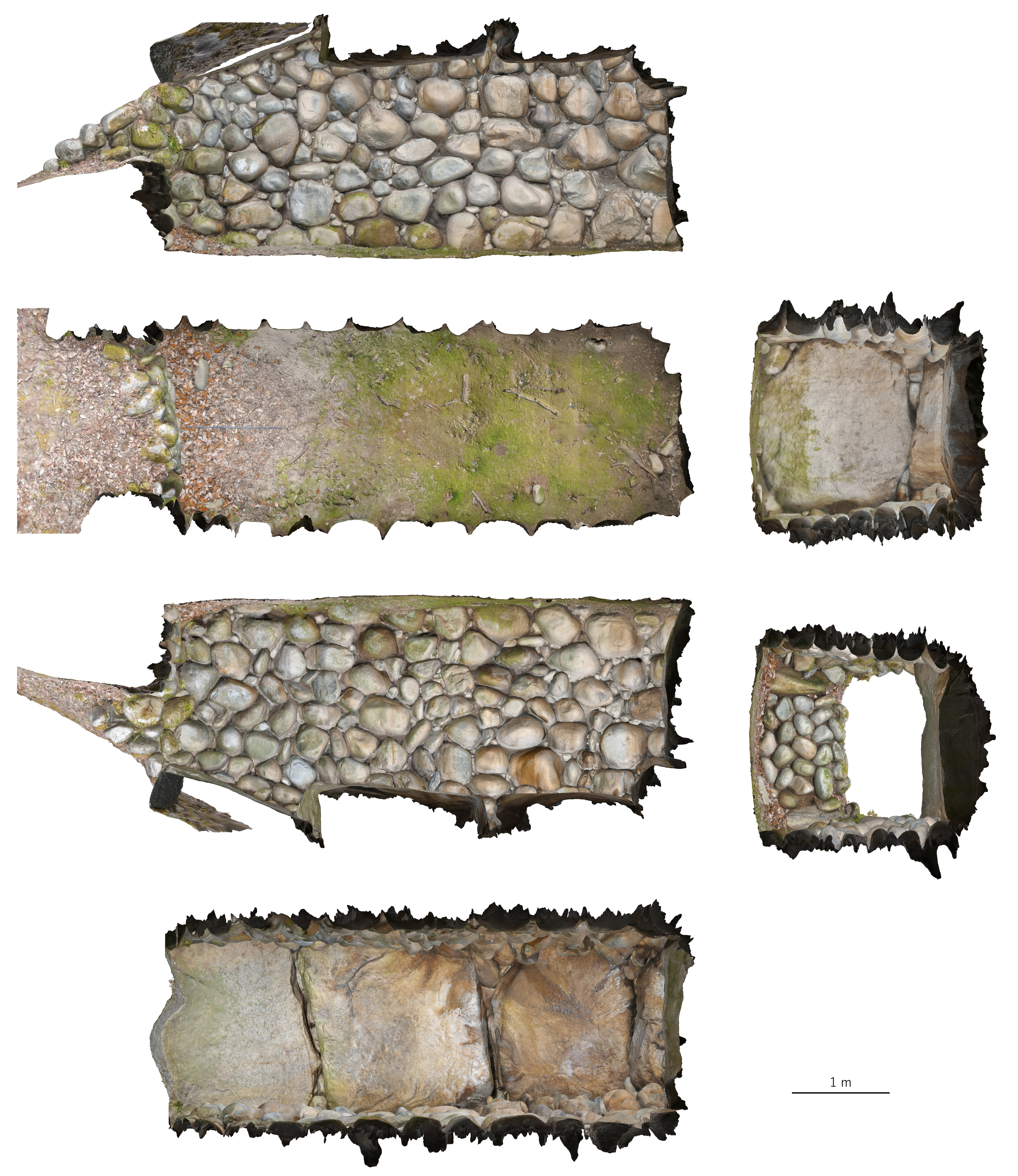
石室展開図

埋葬施設としては無袖式横穴式石室が構築されており、南南東方向に開口する。石室の規模は、長さ5.2メートル、奥壁幅1.8メートル、開口部幅1.8メートル、奥壁高さ2.05メートルを測る。
玄室の奥壁は2段積みで、大型の石材の上に比較的小さい石を載せる。側壁は小ぶりの石を用いた7段の乱れ積みである。玄室の天井石は3枚。玄室と羨道の境には、立石を設ける。

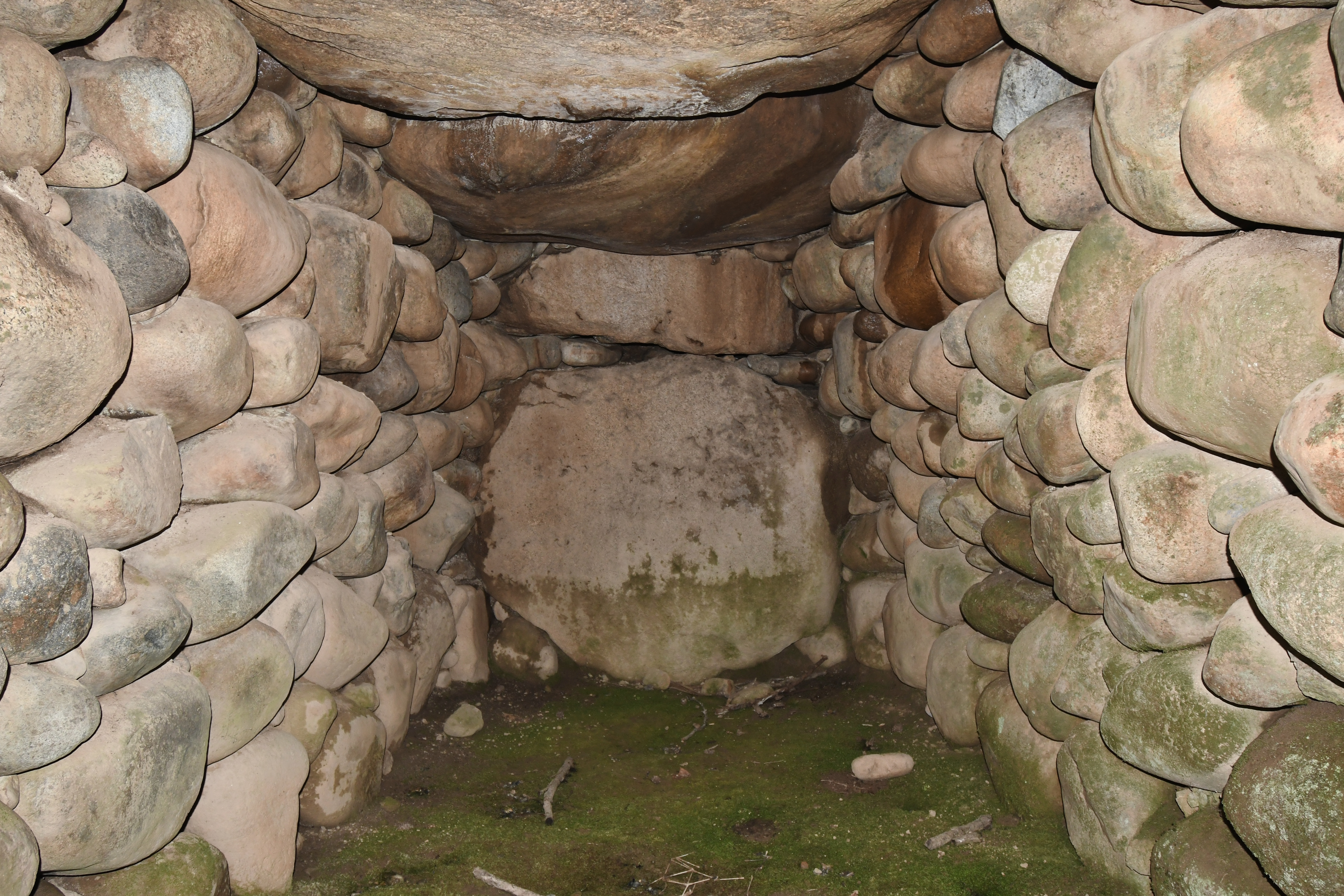
石室内部（奥壁方向）
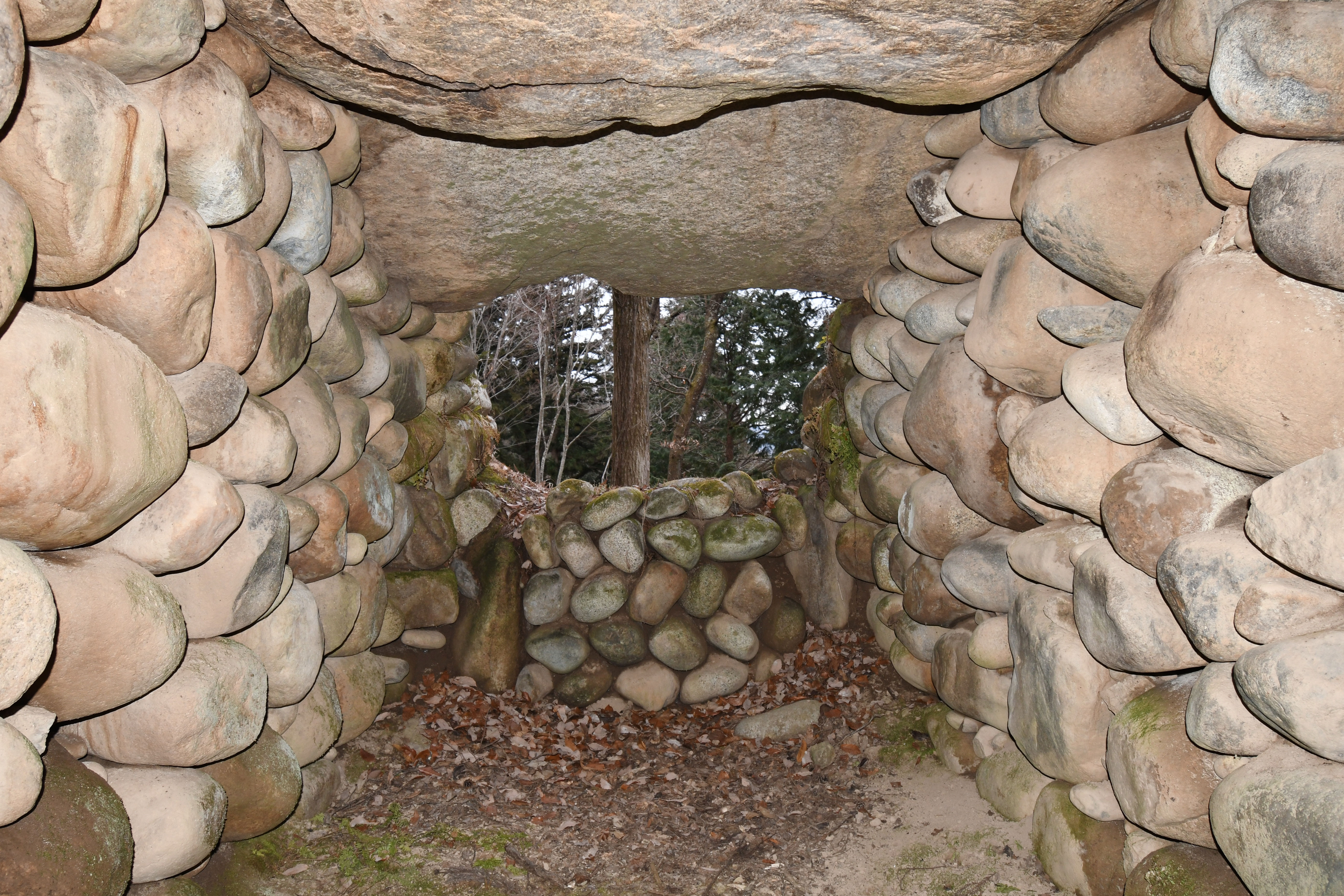
石室内部（開口部方向）
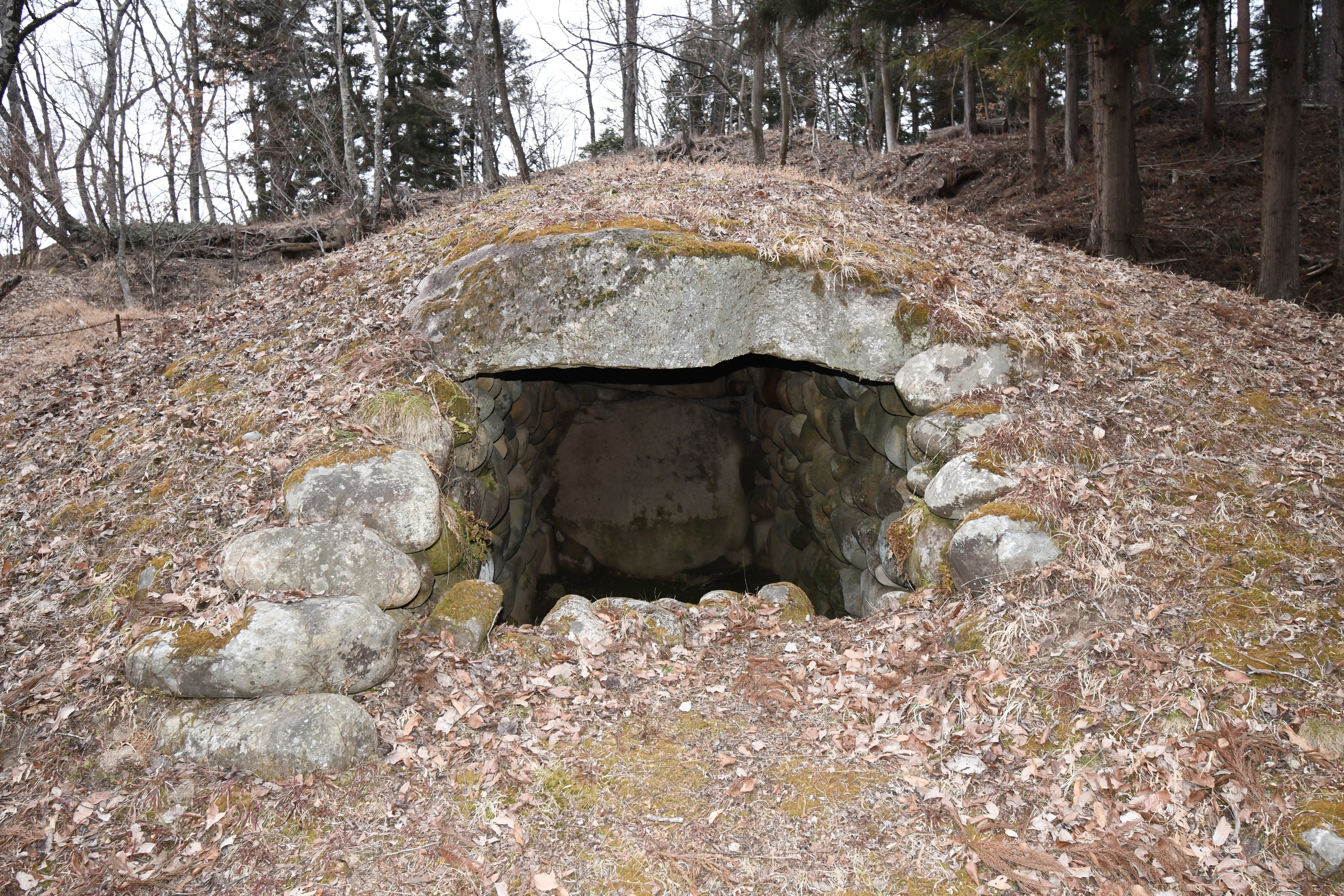
開口部

## 文化財

### 池田町指定文化財
- 史跡
  - 鬼の釜古墳 - 1970年（昭和45年）4月1日指定。

## 関連文献
（記事執筆に使用していない関連文献）
- 『鬼の釜古墳発掘調査報告書』池田町教育委員会、1977年。